# Porto Sant'Elpidio
Porto Sant'Elpidio is een gemeente in de Italiaanse provincie Fermo (regio Marche) en telt 23.875 inwoners (31-12-2004). De oppervlakte bedraagt 18,1 km2, de bevolkingsdichtheid is 1319 inwoners per km2.
De volgende frazioni maken deel uit van de gemeente: Marina Picena, Corva, Cretarola, Faleriense.

## Demografie
Porto Sant'Elpidio telt ongeveer 9067 huishoudens. Het aantal inwoners steeg in de periode 1991-2001 met 7,8% volgens cijfers uit de tienjaarlijkse volkstellingen van ISTAT.
| Jaar | Inwoneraantal |
| ---- | ------------- |
| 1991 | 21.112        |
| 2001 | 22.752        |

## Geografie
De gemeente ligt op ongeveer 4 m boven zeeniveau.
Porto Sant'Elpidio grenst aan de volgende gemeenten: Civitanova Marche (MC), Fermo, Sant'Elpidio a Mare.
Altidona · Amandola · Belmonte Piceno · Campofilone · Falerone · Fermo · Francavilla d'Ete · Grottazzolina · Lapedona · Magliano di Tenna · Massa Fermana · Monsampietro Morico · Montappone · Monte Giberto · Monte Rinaldo · Monte San Pietrangeli · Monte Urano · Monte Vidon Combatte · Monte Vidon Corrado · Montefalcone Appennino · Montefortino · Montegiorgio · Montegranaro · Monteleone di Fermo · Montelparo · Monterubbiano · Montottone · Moresco · Ortezzano · Pedaso · Petritoli · Ponzano di Fermo · Porto San Giorgio · Porto Sant'Elpidio · Rapagnano · Sant'Elpidio a Mare · Santa Vittoria in Matenano · Servigliano · Smerillo · Torre San Patrizio
1. ↑  https://demo.istat.it/?l=it.